# 791 Ani
791 Ani eller 1914 UV är en stor asteroid i huvudbältet, som upptäcktes den 29 juni 1914 av den ryske astronomen Grigorij N. Neujmin vid Simeiz-observatoriet på Krim. Den har fått sitt namn efter den armeniska antika staden Ani.
Asteroiden har en diameter på ungefär 116 kilometer och den tillhör asteroidgruppen Meliboea.